# Liste der südafrikanischen Botschafter in Ägypten
Die Botschaft befindet sich in Kairo.
| Ernennung Akkreditierung | Botschafter                      | Bemerkung | Regierung in Südafrika      | akkreditiert von   | Posten verlassen |
| ------------------------ | -------------------------------- | --- | --------------------------- | ------------------ | ---------------- |
| 25. Nov. 1941            | Basil Johnstone Jarvie           | Geschäftsträger | Jan Smuts                   | Faruq              | 30. Sep. 1945    |
| 1. Okt. 1945             | Frank H. Theron                  | Botschafter mit Sitz in Rom | Jan Smuts                   | Faruq              | 18. Juli 1951    |
| 23. Aug. 1951            | William Henry Evered Poole       | Botschafter mit Sitz in Rom | Daniel François Malan       | Faruq              | 24. Feb. 1954    |
| 9. März 1954             | Nicolaas Johannes Jacobus Jooste | Geschäftsträger | Johannes Gerhardus Strijdom | Muhammad Nagib     | 20. Feb. 1955    |
| 21. Feb. 1955            | Jacobus Wynand Louw de Villiers  | Geschäftsträger (* 27. Oktober 1929 in Smithfield Freistaat; † Ende Oktober 1995) heiratete am 25. Juli 1953 Juanita Susanna Deetlefs, besuchte die Smithfield High School, Vorsitzender der South African Nuclear Energy Corporation. | Johannes Gerhardus Strijdom | Gamal Abdel Nasser | 18. Sep. 1958    |
| 3. Jan. 1959             | Herbert Hans Woodward            | | Hendrik Frensch Verwoerd    | Gamal Abdel Nasser | 8. Apr. 1961     |
| 1. Mai 1961              | Cornelis Hendrik Taljaard        | | Hendrik Frensch Verwoerd    | Gamal Abdel Nasser | 31. Mai 1961     |
| 31. Mai 1961             | Schließung der Botschaft         | | Hendrik Frensch Verwoerd    | Gamal Abdel Nasser |                  |
| 1993                     | Justus de Goede                  | Geschäftsträger | Frederik Willem de Klerk    | Husni Mubarak      | 1995             |
| 1995                     | Justus de Goede                  | 1987–1990: Minister Plenipotenciario in London, zweithöchster Amtsträger der Botschaft in London | Nelson Mandela              | Husni Mubarak      | 1998             |
| Apr. 1994                | Frank Mdlalose                   | (* 29. November 1931 in Nquthu) Sohn von Tabitha Mthembu und Jaconiah Mdlalose. Ehemaliger Premierminister von KwaZulu-Natal | Nelson Mandela              | Husni Mubarak      | 2004             |
| Apr. 2011                | Noluthando Mayende-Sibiya        | ehemalige Vorsitzende der National Education, Health and Allied Workers’ Union, Mitglied der South African Communist Party, im Kabinett Zuma I war sie Ministerin für Frauen, Jugend, Kinder und Menschen mit Behinderungen            | Jacob Zuma                  | Husni Mubarak      |                  |